# Sphaerophoria origani
Sphaerophoria origani är en tvåvingeart som beskrevs av Macquart 1829. Sphaerophoria origani ingår i släktet sländblomflugor, och familjen blomflugor.
Artens utbredningsområde är Frankrike. Inga underarter finns listade i Catalogue of Life.